# Rufus Wainwright
Rufus Wainwright (n. 22 iulie 1973) este un cântareț canadiano-american. A imprimat șapte albume și numeroase coloane sonore pentru filme. A apărut în filmele  The Aviator și Heights. A contribuit la coloana sonora a filmelor Brokeback Mountain, I am Sam, Moulin Rouge!, Shrek, Meet the Robinsons, Big Daddy, Zoolander, si Leonard Cohen: I'm Your Man. A fost nominalizat pentru un premiu BRIT Award pentru Best International Male Artist in 2008 si un  Grammy Award pentru Best Traditional Pop Vocal Album in 2009.

## Discografie
Albume de studio
- Rufus Wainwright (1998)
- Poses (2001)
- Want One (2003)
- Want Two (2004)
- Release the Stars (2007)
- All Days Are Nights: Songs for Lulu (2010)
- Out of the Game (2012)